# Christian Alexander von Hagken

Christian Alexander von Hagken

Christian Alexander Freiherr von Hagken zu Pornimb, Herr auf Venninghausen (* 30. September 1744 in Onolzbach; † 8. Mai 1808 in Uentrop) war ein preußischer Generalmajor und Chef des Infanterieregiments Nr. 44.

## Leben

### Herkunft
Christian war ein Sohn von Wolfgang Julius Friedrich Freiherr von Hagken (* 1700; † 21. August 1757) und dessen Ehefrau Friederike Dorothea Elisabeth, geborene Freiin von Seckendorff († 1776). Sein Vater war fürstlich Brandenburgisch, Geheimer Rat und Oberhofmeister der Markgräfin Friederike Louise von Brandenburg-Ansbach, einer Schwester Friedrich des Großen sowie Oberamtmann von Colmberg und Erbsass zu Pornimb.
Christian und sein Bruder Johann erhielten in den Jahren 1757 und 1771 das aus einem Hof zu Sontheim an der Brenz und der Osternmühle Langenau bestehende Wiesensteig'sche Lehen.

### Militärkarriere
Am 1. April 1758 wurde Hagken Page am Hof des Herzogs von Württemberg in Stuttgart. Am 1. März 1763 wurde er Sekondeleutnant in der Leibgarde zu Fuß. Weil er durch die Stellung seines Vaters als Oberhofmeister ihrer Schwester Zugang zum Hof der Markgräfin Wilhelmine von Bayreuth hatte, war er auch ihr Leibpage gewesen. Als solcher hatte ihn auch Friedrich der Große öfter gesehen. Letzter traf ihn auch einmal, als er bereits Sekondeleutnant in der Württembergischen Garde war. Der König erkannte Hagken und machte ihm das Angebot, in preußische Dienste überzutreten. Er nahm daraufhin am 17. August 1764 den Abschied aus Württemberger Diensten und trat drei Tage später in preußische Dienste über. Dort wurde Hagken mit Patent vom 4. Oktober 1764 als Premierleutnant im Infanterieregiment „Beckwith“ Nr. 48 angestellt. Am 12. Juli 1773 wurde er Stabskapitän und am 12. Februar 1776 Kapitän und Kompaniechef im Infanterieregiment „von Eichmann“ Nr. 48 in Wesel. Mit dem Regiment nahm er dann am Bayerischen Erbfolgekrieg mit Auszeichnung teil. Am 1. Februar 1787 wurde Hagken zum Major befördert und kam im gleichen Jahr mit der Preußischen Armee nach Holland, wo er mit Auszeichnung am Gefecht von Schoonhoven teilnahm. Am 12. März 1791 wurde er Kommandeur des Grenadierbataillons des Infanterieregiments „von Kunitzki“ Nr. 44.
Im Ersten Koalitionskrieg 1792/95 gegen die Französische Armee, kämpfte Hagken in der Schlacht bei Kaiserslautern sowie an den Gefechten bei Famars, St. Amand, St. Imbert und Trippstadt. Für seinen Einsatz bei St. Imbert in dieser Rhein-Kampagne erhielt er am 6. Dezember 1793 den Orden Pour le Mérite. Am 25. April 1794 wurde er Kommandeur des Infanterieregiments „Koethen“ Nr. 48 und in dieser Stellung am 12. Januar 1795 zum Oberstleutnant und am 26. Mai 1798 zum Oberst befördert.
Zusammen mit Generalmajor Ludwig von Strachwitz hatte er mit dessen Regiment sowie dem Regiment „Landgraf von Hessen-Cassel“ am 3. August 1801 eine Geburtstagsfeier mit einem Lustlager mit Prunkzelten für König Friedrich Wilhelm III. veranstaltet.
Am 5. Mai 1803 wurde er zum Chef des Infanterieregiments „Strachwitz“ Nr. 44 in Münster ernannt, welches dem damaligen Gebrauch entsprechend, von da ab bis zu seiner Auflösung, seinen Namen führte. Kurz nach seiner Ernennung zum Regimentschef, wurde er am 20. Mai 1803 mit Patent vom 27. Mai 1803 Generalmajor. Am 13. September 1804 besuchte einige Offiziere des Garnison der Stadt Wesel mit Hagken an der Spitze, Kaiser Napoleon in Rheinberg. Sie wurden von Napoleon zum Frühstück eingeladen, wobei der Kaiser einen Trunk ausbrachte auf der Gesundheit Friedrich Wilhelms III. und seiner „Braave Armee“. Hagken brachte daraufhin einen Trunk auf das Wohl des Kaisers aus. „Die Preußischen Offiziere können nicht genug die freundliche Weise loben, worauf sie durch seine Majestät empfangen sind. Nach dem Frühstück fuhr Seine Majestät mitten unter dem Jubel der Einwohner, in seiner Kutsche nach Köln. Die Straßen der Stadt waren mit Bäumen, Triumphbögen, Kränzen und entsprechende Inschriften geschmückt. Einige Stunden nach der Abfahrt des Kaisers kam der Herr Schimmelpenninck, Botschafter der Batavischen Republik in Paris, auch in Rheinburg an, wonach er, nach eine kurze Weile, dem Kaiser gefolgt ist“.
Es war gewiss eine Seltenheit, das ein Offizier von ältesten Premierleutnant bis zum Generalmajor, fasst vierzig Jahre hindurch in Wesel in ein und derselben Garnison stand. Im Frühjahr 1805 kam Hagken mit seinem Regiment nach Münster. Die unruhigen Zeiten führten aber zu zahlreichen Desertationen, so dass der Hagken allen Rückkehrern Straffreiheit zusagte, aber auch das half nicht. Am 25. November 1805 ging das Regiment zurück nach Wesel. Hagken selber kam zu einem preußisch-hessischen Korps unter den Kurfürsten von Hessen.
Mit dem Ausbruch des Vierten Koalitionskrieges 1806 erhielt General Blücher am 6. September 1806 von General Friedrich Ludwig Fürst von Hohenlohe den Befehl ein Detachement bei Münster zurückzulassen. Die Regimenter „von Hagken“ und „von Brüsewitz“ waren dabei und kamen unter das Kommando von General Le Coq. Schon 62 Jahre alt, krank und schwach, ging Hagken trotzdem am 9. Oktober mit seinem Regiment zum Kampf. Am 19. Oktober 1806 erhielten Hagken und Le Coq die Nachrichten von der katastrophalen Niederlage der Preußischen Armee bei Jena-Auerstadt am 14. Oktober, wobei die Hauptarmee geschlagen wurde und zogen sich, in der etwa 36 Kilometer von Hannover entfernte Festung Hameln zurück, wo sie den 23. Oktober ankamen. Le Coq brachte die Festung in einen derartigen Zustand damit eine Belagerung auszuhalten war.
Zwischen dem 7. und 10. November 1806 kamen französische Truppen nach Hameln, dass zwischenzeitlich mit ungefähr 1000 Flüchtlinge aus Jena-Auerstadt gefüllt war. Am 19. November kam General Anne Jean Marie René Savory im Auftrag Napoleons nach Hameln und forderte der Kapitulation. Viele Städte und große Festungen wie Erfurt, Spandau, Stettin, Küstrin, Magdeburg und Hannover hatten schon kapituliert. Unter der Leitung von Le Coq waren die andere Generäle mit langjähriger Kriegserfahrung unter denen Hagken damit einverstanden, zu kapitulieren statt Blut zu vergießen und Menschenleben zu opfern, nachdem sie anscheinend der Meinung waren eine Kapitulation wäre sowieso unausweichlich.
Hagken zog sich, nachdem sein Regiment in Folge des Falls von Hameln, aufgelöst war, in das Privatleben zurück. Weil die Stadt Wesel von den Franzosen besetzt worden war, zog er mit seiner Frau und seiner zwei kleinen Kindern, eins gerade geboren, nach Uentrop bei Hamm in das Haus seines Schwagers, dem Pfarrer Joseph Neuhaus, welcher mit der Schwester seiner Frau, Charlotte von Schwedler, verheiratet war. Am 4. November 1807 wurde er, wie üblich bei inaktiven Offizieren, auf halbes Gehalt gesetzt. Am 8. Mai 1808, 64 Jahre alt starb er an einem schweren Nervenfieber. Er wurde auf dem dortigen Kirchhof beerdigt und beschattet mit einem bescheidenen Grabstein auf welchem stand: „Hier ruht ein braver Soldat“.

### Familie
Christian Alexander von Hagken hatte mehrere Brüder und Schwestern:
- Wilhelmine Johanna Amalia († 3. April 1768 zu Kloster Heilbronn)
- Henriëtte ⚭ mit Herr von Schott
- Johann Friedrich Albert Ernst (* 10. Oktober 1741 in Ansbach). Johann ging 1764 nach Ostindien, kam nach Samarang, von wo aus er 1770 eine Reise ins Landesinnere unternehmen wollte; von da ab blieben weitere Nachrichten aus und er wurde auf Antrag des Christian von Hagken mittels Urteil der Königlich Preußischen Regierung des Fürstentums Ansbach vom 15. Juli 1801 für Tod erklärt. Sein Lehnsanteil ging im Jahr 1802 auf seinen Bruder Christian als alleinigen Lehnträger über.
- Wilhelm starb unverheiratet.
- Frederike Louise ⚭ Major und Kammerherr von Wildungen zu Helmershausen. Sie bewohnten das Rote Schloss zu Helmershausen in Ansbachischen.

Hagken heiratete am 5. Juli 1768 in Wesel Maria Johanna Tendering (* 7. Juni 1748; † 25. Januar 1801), Tochter und einziges Kind des Bürgermeisters von Wesel, Hermann Tendering und seiner Frau Catharina Maria Cramer (* 25. Februar 1725; † 7. Juni 1814).
Das Paar hatte folgende Kinder:

Heiratsporträt (1802)

- Friedrich Konstantin Ludwig Hermann (* 26. April 1769 in Wesel; † 31. Januar 1835 in Wesel), preußischer Major ⚭ 1802 Anna Christina Hannes (* 5. Januar 1762; † 24. Oktober 1844). Sie war die Witwe des Zollinspektors Johann Alexander Graff.
- Luise Katharina Johanna (* 9. Februar 1771 in Wesel)
- Alexander Karl Franz (* 10. Juli 1772 in Wesel)
- Karl Florenz Heinrich (* 18. Oktober 1773 in Wesel)

In zweiter Ehe heiratete er am 18. Juli 1802 in Wesel Dorothea Friederike Susanne Freiin von Schwedler (* 3. Oktober 1782 in Broich bei Hattingen; † 28. August 1830 in Kalkar). Aus der Ehe gingen folgende Kinder hervor:
- Friedrich Alexander Christian Leopold (* 6. Oktober 1803), Forstradmeister
- Friederike Christine Alexandrine (* 10. November 1806 in Münster; † 16. März 1873 in Hameln) ⚭ 24. Mai 1842 in Wesel Friedrich Alexander Graff (* 11. April 1813 auf Haus Spycker bei Wesel; † 22. November 1873 in Hameln), Preußischer Oberst.

Frederike von Schwedler, Heiratsporträt (1802)
Alexandrine von Hagken (1824)
Geburtstagsfeier König Friedrich Wilhelm III. (1801)